# Suzy Miller
Suzy Miller, également connue sous le nom de Suzy Hunt, est une mannequin, danseuse et chorégraphe britannique.

## Biographie
Suzy Miller est mannequin dans les années 1970. En 1974, elle se marie avec le pilote de Formule 1 britannique James Hunt. Elle rencontre en décembre 1975 à Gstaad l'acteur britannique Richard Burton et se marie avec lui en août 1976,. Burton, pour se marier avec Suzy Miller, paie un million de dollars à Hunt, ce qui correspond au coût du divorce entre Hunt et Miller, divorce formalisé en juin 1976. Burton et Miller sont mariés durant six ans.
Devenue chorégraphe, Suzy Miller obtient notamment un Emmy Award au cours de sa carrière.
Dans le film Rush, sorti en 2013, le rôle de Suzy Miller est interprété par Olivia Wilde.